# Morez
Morez is een plaats en voormalige gemeente in het Franse departement Jura in de regio Bourgogne-Franche-Comté en telt 6144 inwoners (1999). Morez is de hoofdplaats van de gemeente Hauts de Bienne en maakt deel uit van het arrondissement Saint-Claude.
De plaats is bekend voor de productie van brillen en in Morez is een brillenmuseum.

## Geschiedenis
In 1536 werd een eerste ijzersmederij gebouwd in Morez. De plaats was gunstig gelegen door de aanwezigheid van bossen voor hout en de rivier Bienne die voor waterkracht zorgde. Er werden vooral spijkers geproduceerd. In de 17e eeuw kwam daar de productie van horloges bij. In de 18e eeuw introduceerde Pierre Hyacinthe Cazeaux de brillenmakerij in Morez en in de omliggende dorpen. Het ging om thuisarbeid waarbij landbouwers in de wintermaanden brilmonturen maakten. In de 19e eeuw industrialiseerde deze nijverheid en aan het einde van de eeuw was Morez een van de grootste productiecentra wereldwijd voor brillen. De bevolking groeide sterk in de loop van de 19e eeuw. De tewerkstelling in deze sector liep terug in de loop van de 20e eeuw maar aan het begin van de 21e eeuw waren er nog 1500 werknemers actief in deze sector.
Op 1 januari 2016 fuseerde de gemeente met Lézat en La Mouille tot de commune nouvelle Hauts de Bienne, waarvan Morez de hoofdplaats werd.

## Geografie
De oppervlakte van Morez bedraagt 9,7 km², de bevolkingsdichtheid is 633,4 inwoners per km².
De onderstaande kaart toont de ligging van Morez met de belangrijkste infrastructuur en aangrenzende gemeenten.

## Verkeer en vervoer
De plaats wordt bediend door het spoorwegstation Morez. Nabij de gemeente liggen diverse spoorwegviaducten, zie verder: viaducten van Morez.

## Demografie
Onderstaande figuur toont het verloop van het inwonertal.
Lézat · Morez · La Mouille